# Каведине
Кавѐдине (на италиански: Cavedine, на местен диалект: Cavèdem, Каведем) е малко градче и община в Северна Италия, автономна провинция Тренто, автономен регион Трентино-Южен Тирол. Разположено е на 504 m надморска височина. Населението на общината е 2994 души (към 2015 г.).